# کپوردندان
ماهی کَپوردَندان‌دار، ماهی آفانیوس گورخری یا آفانیوس (نام علمی: Aphanius) ماهی کوچکی است بومی ایران که در قسمت‌های مختلف ایران و جهان پراکنش دارد.
گرچه در برخی منابع فارسی، صرفاً نام علمی آن را استفاده می‌کنند ولی در برخی دیگر نام ماهی کپوردندان‌دار به کار می‌رود. به خاطر رنگ‌آمیزی راه‌راه بدن نرها عامه مردمی که با آن آشنایی دارند آن را ماهی گورخری (ولی نباید آن را با ماهی دانیوی گورخری یا Danio rerio اشتباه گرفت) می‌نامند. این جنس متعلق به خانواده کپوردندان‌ماهیان (Cyprinodontidae) از راسته کپوردندان‌ماهی‌سانان (Cyprinodontiformes) می‌باشد. تنها جنس این خانواده است که به طور طبیعی در آب‌های ایران یافت می‌شود. حداقل هفت گونه و زیرگونه از آن در ایران وجود دارد. کپوردندان زاگرس (A. vladykovi) در سرچشمه‌های کارون در استان چهارمحال و بختیاری، کپوردندان اصفهان در رودخانه زاینده‌رود (A. isfahanensis) اصفهان، کپوردندان صوفی (A. sophiae) در حوضه رود کر، کپوردندان فارس (A. persicus) در حوضه دریاچه مهارلو در استان فارس، کپوردندان گنو (A. ginaonis) در چشمه آب‌گرم گنو در شمال بندرعباس، کپوردندان منتو یا اروند (A. mento) در اروندرود و زیرگونه کپوردندان جنوب (A. dispar dispar) در کل حوضه‌های منتهی به خلیج فارس و دریای عمان پراکنش دارند.

## گونه ها
- کپوردندان آناتولی Aphanius anatoliae
- کپوردندان اراک Aphanius arakensis
- کپوردندان ازرق Aphanius sirhani
- کپوردندان اسپانیا Aphanius iberus
- کپوردندان اسیگل Aphanius transgrediens
- کپوردندان اصفهان Aphanius isfahanensis
- کپوردندان بوردور Aphanius sureyanus
- کپوردندان خسروشیرین Aphanius shirini
- کپوردندان داراب Aphanius darabensis
- کپوردندان دریاچه افررا Aphanius stiassnyae
- کپوردندان سقاریه Aphanius villwocki
- کپوردندان سلطان سازلیق Aphanius danfordii
- کپوردندان سوفیا Aphanius sophiae
- کپوردندان صحرا Aphanius saourensis
- کپوردندان عرب Aphanius dispar
  - کپوردندان دریای مرده A. d. richardsoni
  - A. d. dispar
- کپوردندان فارس Aphanius farsicus
- کپوردندان فراتی Aphanius mesopotamicus
- کپوردندان قزل‌ایرماق Aphanius marassantensis
- کپوردندان کویر Aphanius kavirensis
- †کپوردندان گلچوک Aphanius splendens
- کپوردندان گنو Aphanius ginaonis
- کپوردندان مدیترانه Aphanius fasciatus
- ماهی پرچمی Aphanius vladykovi
- ماهی گورخری ایرانی Aphanius mento
- Aphanius almiriensis
- Aphanius apodus
- Aphanius asquamatus
- Aphanius baeticus
- Aphanius chantrei
- Aphanius desioi
- Aphanius fontinalis
- Aphanius furcatus
- Aphanius iconii
- Aphanius maeandricus
- Aphanius marassantensis
- Aphanius mento
- Aphanius meridionalis
- Aphanius mesopotamicus
- Aphanius pluristriatus
- Aphanius punctatus
- Aphanius saldae
- Aphanius hormuzensis